# 山形市民の歌
「山形市民の歌」（やまがたしみんのうた）は、山形県の県庁所在地である山形市が制定した市民歌。作詞・神保光太郎、作曲・山形大学教育学部音楽科。

## 解説
山形市では太平洋戦争中の1942年（昭和17年）に歌人の結城哀草果へ作詞、東京音楽学校講師の信時潔へ作曲を依頼して10月に「山形市歌」を制定したが、同時期に制定された自治体歌の多くの例に漏れず終戦を境に演奏されなくなり『山形市史』でも楽曲の存在自体は記されているものの歌詞や楽譜は収録されていない。
戦後になり、1956年（昭和31年）の教育委員会法改正を受けて山形市教育委員会が機関誌『やまがたの教育』を創刊し、その活動目標として「都市づくりの四本の柱」「市民憲章」「スポーツ都市宣言」「山形市民の歌」が掲げられた。この方針に基づき山形市役所社会教育課の主導で演奏実態の無くなった「山形市歌」に代わり新市民歌を制定するための作業が開始される。作詞と作曲は自治体歌の多くで採られる懸賞募集ではなく山形市出身の縁で詩人の神保光太郎へ依頼され、作曲は山形大学教授の中田一次を代表とする教育学部音楽科の団体名義とされている。
制定意義は「山形市を中心とした町村合併により、面積において旧市の約二〇倍、人口において旧市の約二倍となったのを記念し、全市民の愛唱歌として官民一体で実行委員会を作り、新しい山形市民であるという意識の高揚を図るため」とされ、1957年（昭和32年）11月7日付で制定された。発表演奏会は11月17日に山形市立第四小学校で開催され、作詞者の神保は「この恵まれた環境に息づく市民は幸せです。この幸福の都市がなお一層栄えゆくよう、若い世代の市民諸君に希望を寄せて、この市民の歌を作りました」、作曲者代表の中田は「市民の歌という誇りを保つため、儀式行進曲風を取り入れたが、なるべく明るい、軽い調子で軽薄にならないように注意しました」と『山形市報』第335号でそれぞれコメントした。市では「市等で開催する式典等で歌われている」としている。
山形市に関連する市民歌以外の楽曲としては、1969年（昭和44年）の市制80周年を記念して音楽活動を通じたグループ交流により福島県郡山市の有志から寄贈された市民愛唱歌「ボクの街 山形」（作詞：内海久二、作曲：佐藤哲夫）がある。